# Tower defense
Tower defense (TD), på svenska ibland översatt till tornförsvar, är en genre av strategispel. TD-spel är oftast i 2D med enbart en vy av spelområdet och kan spelas på internet, men det finns även i 3D och nedladdningar till PC. Spelen går ut på att eliminera inkommande fiender på väg till en viss destination med hjälp av att bygga försvarstorn. Fienderna kan exempelvis vara militär, "farliga" djur och ballonger. För varje nivå blir tål fienderna mera och kan bli flera i varje anfallsvåg, och man måste överleva tills den sista och svåraste omgången är färdig. 
För varje fiende man eliminerar erhålls pengar eller andra resurser som används för att bygga nya torn på strategiska platser. Det finns oftast torn av olika egenskaper att välja mellan som påverkar hur de skjuter eller hindrar fiendernas avancemang. Torn går oftast att uppgradera, vanligast är att man köper uppgraderingen men det finns även andra versioner av uppgraderingar. Förbättrade uppgraderingar och vapen brukar kunna anskaffas med höjd erfarenhetsnivå i spelet. På en högre svårighetsgrad förutsätts en lämplig stragegi och kloka val för att kunna vinna spelet. 
Det första spelet inom tower defense-genren torde ha varit Rampart till Atari från 1990, och ett av de första spridda spelen var custom maps till Warcraft 3, men spelstilen blev väldigt populär och det har dykt upp flera flash-baserade onlinespel med samma tema. De mest kända är Desktop Tower Defence, som spelades över 15 miljoner gånger på nätet de första tre månaderna, och Flash Element TD som bygger grafiskt mycket på Warcraft III, med likartade torn och monster, fast i 2D.
I spelplattformen Roblox finns det många TD spel bland annat Tower Defense Simulator och TDX.